# Deutsche Gesellschaft für das Badewesen
Die Deutsche Gesellschaft für das Badewesen (DGfdB) ist ein Fachverband der deutschen Bäderbranche und vertritt die Interessen der rund 6.000 öffentlichen Bäder in Deutschland.

## Ziel und Aufgaben
Die Deutsche Gesellschaft für das Badewesen (DGfdB) ist der Fachverband der deutschen Bäderbranche. Ihre Aufgabe sieht sie darin, „das deutsche Badewesen durch Wort, Schrift und Bild zu fördern und dadurch zur Verbesserung der gesellschaftlichen Grundlagen für die Bereiche Gesundheit, Sport und Erholung beizutragen“. Sie bündelt Kompetenzen in allen für Bäder relevanten Themenbereichen und vertritt die Interessen der deutschen Bäderbetriebe in der Bundes- und Landespolitik sowie in der deutschen, europäischen und internationalen Normungsarbeit. Offizielles Organ der DGfdB ist die redaktionell unabhängige Fachzeitschrift „AB Archiv des Badewesens“, in der unter anderem Artikel zu den Themen Bäderbau, Bäderbetrieb und Bädertechnik, Branchentrends sowie juristische Sachinformationen für die Bäderbranche veröffentlicht werden. Weitere Aufgaben sind die Beratung für Badbetreibern zu den Themen Planung, Bau und Betrieb von Bädern sowie die Fortbildung nicht nur von Meistern und Fachangestellten für Bäderbetriebe, sondern auch von Architekten, Ingenieuren und Führungskräften in Bädern.

## Geschichte
Die heutige DGfdB ist das Ergebnis einer Verschmelzung von zwei Fachverbänden, deren Geschichte bis auf das auslaufende 19. Jahrhundert zurückgeht.
Am 24. April 1899 wurde in Berlin eine Organisation für das gesamte Badewesen gegründet, die „Deutsche Gesellschaft für Volksbäder“, dessen 1. Vorsitzender der Mediziner Oskar Lassar war. Ziel der Gesellschaft bestand darin, die Volksgesundheit durch die Schaffung von Bädern in Wohnungen, aber auch die Förderung von öffentlichen Schwimmbädern, die damals auch zu Reinigungszwecken dienten, zu fördern.
Zwei Jahre zuvor gründete sich in Köln am 13. Januar 1897 der „Verein der Badefachmänner“, ein Zusammenschluss der Bäderdirektoren und Bäderleiter der großen Städte des damaligen Deutschen Reiches, der 1902 erst in „Verein Deutscher Badefachmänner“ und schließlich 1988 in „Bundesfachverband Öffentliche Bäder“ umbenannt wurde.
Nach Ende des Zweiten Weltkrieges wurde die „Deutsche Gesellschaft für Volksbäder“ im Jahr 1948 als „Deutsche Gesellschaft für das Badewesen“ wiedergegründet. Mit dem ersten Kongress des Badewesens im darauffolgenden Jahr in Hamburg begann eine enge Zusammenarbeit beider Verbände, die zur Einrichtung einer gemeinsamen Geschäftsstelle in Gladbeck führte. 1964 wurde diese nach Essen verlegt.
Im Herbst 2009 wurde von den Mitgliederversammlungen beider Verbände die Verschmelzung der Deutschen Gesellschaft für das Badewesen e. V. auf den Bundesfachverband öffentliche Bäder e. V. und dessen Umbenennung auf Deutsche Gesellschaft für das Badewesen e. V. beschlossen.
Die DGfdB beschreibt als ihr Ziel die „Hebung der Volksgesundheit durch Förderung des Badens und Schwimmens und die wissenschaftliche Erforschung des Badewesens“, wobei die jährlichen Kongresse als wichtige Informationsbörsen dienen und regelmäßig Angebote sowie Leistungskraft des Wirtschaftszweiges des Badewesens sowohl der Fachwelt als auch der Öffentlichkeit präsentieren.
Die Chronik der DGfdB bietet über die Jahrzehnte (1947–1997) einen Überblick darüber, dass und wie die Situation des Badewesens die politische/gesellschaftliche/kulturelle Situation in der Bundesrepublik spiegelt. Eindrückliche Beispiele:
- Nach dem Ende des Zweiten Weltkrieges liegt Deutschland in Schutt und Asche und man versucht schon jetzt wieder, einzelne Bäder in Betrieb zu nehmen, um der Bevölkerung Möglichkeiten zu bescheidener Freizeitgestaltung zu geben.
- In den folgenden Aufbaujahren geht es um die Förderung von Wohnungsbädern und des allgemeinen Heilbadewesens, die hygienische Volksbelehrung und einen obligatorischer Schulschwimmunterricht.
- Gegen Ende der 1950er-Jahre sind Kriegsschäden weitgehend beseitigt, das Badewesen normalisiert sich: Badekultur wird zunehmend als Mittel gesehen, dem Menschen in einer hochtechnischen Zeit zu körperlicher und psychischer Erholung in der Freizeit zu verhelfen. Daher werden Bäder schon früh in die grundsätzliche Stadtplanung einbezogen.

- Aktuelle Themen in den 1960er-Jahren sind zum Beispiel:
  - Badewasserpflege
  - moderne Werkstoffe im Bäderbau
  - Betriebsorganisation in Hallen- und Freibädern

Kontinuierlich bis in die Jetztzeit umfasst die Arbeit der Gesellschaft zwei große Bereiche:
- Die wissenschaftliche Erforschung des Badewesens, die Anwendung der Untersuchungsergebnisse, die Verbesserung der Gesundheitstechnik und die Förderung des Badewesens
- Die Förderung des Baus von Schwimm- und Badeanlagen sowie die technische und betriebliche Beratung der Bauträger

Entsprechend lauten die Themen zu Beginn des neuen Jahrtausends etwa:
- Modelle zur Betriebskostenrechnung von Bädern
- Architekturbeleuchtung für Sportstätten
- Bauen bei hochaggressiven Wässern
- Rückbau von Altanlagen / Entsorgungsprobleme
- Steuerung und Überwachung von Wasseraufbereitungsanlagen

Probleme mit steigenden Kosten führen in vielen Städten und Gemeinden zu neuen Organisationsformen, zu deren Grundlagen auch die Budgetierung gehört.
Positiv bleibt abschließend festzuhalten, dass es der DGfdB gelungen ist, die Diskussion um die „teuren“ Bäder dauerhaft zu versachlichen.

## Die Gesellschaft ab 2010
Die „neue“ DGfdB besteht seit dem 4. Januar 2010. Geführt im Sinne des BGB wird der Verband vom Vorstand mit dem Vorsitzenden an der Spitze. Der Präsident repräsentiert den Verband nach außen und leitet Mitgliederversammlungen und den Verbandsrat. Der Erweiterte Vorstand ist für das Regelwerk und die eigene Fachmesse interbad zuständig. Der Verbandsrat ist in die Regelwerksarbeit eingebunden und koordiniert die verbandsübergreifende Öffentlichkeitsarbeit. Die Ehrenamtlichen in den Gremien werden in ihrer Arbeit von den hauptamtlichen Mitarbeitern der Geschäftsstelle in Essen unterstützt. Zu den Mitgliedern der DGfdB zählen Badbetreiber, Architektur- und Ingenieurbüros sowie Hersteller und Verbände, mit denen enger Kontakt gepflegt wird.

## Tätigkeit
Grundsätzlich lassen sich die Aufgabengebiete der DGfdB in zwei Kategorien einteilen: Verbandsarbeit, also alles was Bäderpolitik und Regelwerksarbeit betrifft, wird vom e.V. ausgeführt, während die GmbH den Dienstleistungsbereich bespielt.

### Regelwerksarbeit
Die DGfdB gibt Richtlinien, Arbeitsunterlagen und Fachbücher für die Planung, den Bau sowie den Betrieb von Bädern heraus. Das Regelwerk wird von etwa 150 Mitarbeitern aus Bäderbetrieben, Herstellerfirmen sowie Architektur- und Planungsbüros erarbeitet, die sich ehrenamtlich in Ausschüssen und Arbeitskreisen engagieren. Ziel ist es, Normen und Richtlinien sachgerecht und im Sinne der Betreibern, Planern und Herstellern zu verfassen.
Der Technische Ausschuss (TA) und der Ausschuss Bäderbetrieb (ABB) sind dabei die obersten fachlichen Beschlussgremien. Die Arbeitskreise befassen sich mit den verschiedenen fachlichen Themen und erarbeiten in einem definierten Verfahren mit öffentlicher Beteiligung (Entwurfsfassung mit Einspruchsverfahren) die Richtlinien, weshalb diese den gleichen Stellenwert wie beispielsweise DIN-Normen haben. In die Rechtsprechung hat das Regelwerk der DGfdB insofern Eingang gefunden, als dass es zum Thema Verkehrssicherungspflicht und Haftung in Bädern in Deutschland als Standard herangezogen wird.
Im Kontext der Regelwerksarbeit unbedingt zu erwähnen sind auch die „KOK-Richtlinien für den Bäderbau“, die vom Koordinierungskreis Bäder (KOK) erarbeitet werden und seit über sechzig Jahren die Grundlage für eine sachgerechte Bäderplanung darstellen. Zusammengesetzt ist der Koordinierungskreis Bäder aus neun Experten in den Bereichen Bäderbau, Bädertechnik und Bäderbetrieb. Der Deutsche Gesellschaft für das Badewesen e. V., der Deutsche Schwimm-Verband e. V. (DSV) und der Deutsche Olympische Sportbund e. V. (DOSB) stellen jeweils drei der neun Experten. Die Arbeit des KOK ermöglicht eine Planung, die ein funktionierendes Bad liefert, das den Bedürfnissen unterschiedlicher Zielgruppen gerecht wird; Schulen etwa, die mit dem Schwimmunterricht ihrem Erziehungsauftrag nachkommen, leistungsorientierten Schwimmvereinen oder Badbesucheren, deren Fokus auf Spiel, Spaß und Entspannung liegt. Die 6. Auflage der KOK-Richtlinien für den Bäderbau erschien im Oktober 2022.
| Gremium                                                    | Aufgaben |
| ---------------------------------------------------------- | --- |
| Technischer Ausschuss (TA)                                 | siehe oben |
| Arbeitskreis Bäderbau                                      | Der AK Bäderbau befasst sich mit den konstruktiven Vorgaben des Bäderbaus, gestalterische Vorgaben sieht er nicht in seinem Aufgabengebiet. Die Beckenkonstruktion, der Baukörper des Hochbaus und die Nachhaltigkeit des Bäderbaus sind wichtige Arbeitsschwerpunkte. |
| Arbeitskreis Biologische Wasseraufbereitung                | Der AK Biologische Wasseraufbereitung befasst sich mit dem Bau und Betrieb von Freibädern mit biologischer Wasseraufbereitung. Insbesondere erarbeitet der AK Empfehlungen und Richtlinien für die Planung, den Bau, die Unterhaltung und den Betrieb von öffentlichen Schwimm- und Badeteichanlagen. Arbeitsschwerpunkte sind Wasserqualität, planerische Grundlagen, Infrastruktur, Wasseraufbereitung, Pflanzen, Pflanzarbeiten, Abnahme und Mängelansprüche, Instandhaltung sowie Betrieb und Kontrolle.                                    |
| Arbeitskreis Digitale Technologien für Planung und Betrieb | Der AK Digitale Technologien für Planung und Betrieb befasst sich mit den digitalen Technologien, die zu der Planung und dem Betrieb der baulichen und technischen Anlagen verwendet werden. Zu nennen sind da vor allem das Building Information Modeling (BIM) und die damit zusammenhängenden weiteren Techniken, z. B. der Digitale Zwilling, Modellierungsverfahren, Simulationen sowie Augmented und Virtual Reality. Besonderes Augenmerk liegt auf dem Facility Management, vorzugsweise als Computer Aided Facility Management (CAFM). |
| Arbeitskreis Elektrotechnik                                | Der Einsatz der Elektrotechnik ist in hohem Maße sicherheitsrelevant und stellt in Bädern besondere Anforderungen. Deshalb sind hier Regelwerke erforderlich, die diese Bedingungen berücksichtigen. Der AK Elektrotechnik hat als Schwerpunktthemen die Normen der allgemeinen Elektroinstallation in Bädern, die Beleuchtung und auch betriebliche Themen wie den Badebetrieb bei Gewittern. |
| Arbeitskreis Energie und Ressourcen                        | Die Themen Nachhaltigkeit und Energieeffizienz sind auch politisch relevant, deshalb versteht sich dieser Arbeitskreis, auch in Abgrenzung zum AK HLSE, bei diesem Thema als politischer Arm des Verbandes. Dies beinhaltet auch die Mitwirkungen an Normen oder die Eruierung von Fördermöglichkeiten für Schwimmbäder im Zusammenhang mit Maßnahmen zur Energieeinsparung. |
| Arbeitskreis TGA Bäder                                     | Der Arbeitskreis TGA Bäder befasst sich mit der Lüftung der Schwimmhalle, der Trink- und Trinkwarmwasserversorgung, den sanitären Anlagen, den Heizungsanlagen und Blockheizkraftwerken sowie mit Anlagen zur Energieerzeugung, wie Photovoltaik- bzw. Solarabsorberanlagen, Wärmepumpen oder Windkraftanlagen. |
| Arbeitskreis Wasseraufbereitung                            | Der AK Wasseraufbereitung befasst sich mit den baulichen und technischen Voraussetzungen sowie Abläufen der Wasseraufbereitung in Schwimmbädern und berücksichtigt auch die Randbedingungen wie den Chemikalieneinsatz oder die Beckenmaterialien. |
| Ausschuss Bäderbetrieb (ABB)                               | s. o. |
| Arbeitskreis Aus- und Fortbildung                          | Der AK Aus- und Fortbildung entwickelt das Aus- und Fortbildungsprogramm der DGfdB und unterstützt die Geschäftsstelle bei der Umsetzung. Weiterhin werden berufspolitische Fragen diskutiert und der Kontakt zu Aus- und Fortbildungsinstitutionen gepflegt. |
| Arbeitskreis Betriebswirtschaft                            | Der AK Betriebswirtschaft ist das Bindeglied zwischen Theorie und Praxis. Er informiert über aktuelle betriebswirtschaftliche Themen und gibt Empfehlungen für branchentypische Lösungen. Zu den Schwerpunktthemen des Arbeitskreises gehört z. B. die Ermittlung von Kennzahlen für den Badebetrieb. |
| Arbeitskreis Organisation                                  | Die betriebliche Organisation in Bädern und alle Fragen der Verkehrssicherungspflicht sind die Schwerpunktthemen des AK Organisation. Die Anforderungen an die Aufsicht in verschiedenen Bädertypen – und damit die rechtlichen Anforderungen – werden in diesem Arbeitskreis definiert. |
| Arbeitskreis Personal                                      | Der AK Personal behandelt vor allem berufspolitische Fragen, aber auch Fragen des Personaleinsatzes sowie der Umsetzung betrieblicher und organisatorischer Anforderungen in die Praxis. Er legt weiterhin die Themen für die Fachtagung Schwimmbadpersonal beim Kongress für das Badewesen fest. |

| Richtlinien Nummer | Titel der Richtlinie | Erscheinungsjahr |
| ------------------ | --- | ---------------- |
| DGfdB R 10.00      | Grundsätze für das Regelwerk der Deutschen Gesellschaft für das Badewesen e. V.                                                                                      | 2020             |
| DGfdB R 25.01      | Stahlbetonbecken mit keramischen Auskleidungen – Planungs- und ausführungstechnische Hinweise                                                                        | 2013             |
| DGfdB R 25.03      | Beckenabdeckungsanlagen in Bädern | 2013             |
| DGfdB R 25.04      | Schwimm- und Badebecken aus Stahlbeton | 2017             |
| DGfdB R 25.07      | Gefälleausbildung in Bodenbelägen von Schwimmbädern | 2015             |
| DGfdB R 25.08      | Einsatz von Edelstahl für Beckenkonstruktionen in Schwimmbädern | 2015             |
| DGfdB R 25.09      | Einsatz von Bauteilen aus Edelstahl oberhalb der Wasseroberfläche in Schwimmbädern                                                                                   | 2016             |
| DGfdB R 25.10      | Barrierefreies Bauen in Schwimmbädern | 2019             |
| DGfdB R 25.11      | Brandschutz im Bäderbau | 2018             |
| DGfdB R 60.03      | Vermeidung von Gefahren an Ansaug-, Ablauf- und Zulaufanlagen in Schwimm- und Badebecken                                                                             | 2016             |
| DGfdB R 60.04      | Einsparung natürlicher Ressourcen in Bädern | 2002             |
| DGfdB R 60.07      | Instandhaltung baulicher und technischer Anlagen in Bädern | 2018             |
| DGfdB R 64.01      | Die Thermische Schleuse zur Legionellenprophylaxe in Bädern | 2018             |
| DGfdB R 64.02      | Lagerung von Chemikalien in Schwimmbädern | 2014             |
| DGfdB R 65.01      | pH-Wert-Einstellung bei Anlagen zur Aufbereitung von Schwimm- und Badebeckenwasser                                                                                   | 2013             |
| DGfdB R 65.02      | Anwendung von Aktivkohle in der Schwimm- und Badebeckenwasseraufbereitung                                                                                            | 2014             |
| DGfdB R 65.03      | Desinfektion des Schwimm- und Badebeckenwassers | 2015             |
| DGfdB R 65.04      | Funktionsprüfung von Anlagen zur Aufbereitung von Schwimm- und Badebeckenwasser nach DIN 19643:1997-04 und Ultrafiltrationsanlagen                                   | 2011             |
| DGfdB R 65.05      | Flockungsfiltration zur Aufbereitung von Schwimm- und Badebeckenwasser                                                                                               | 2013             |
| DGfdB R 65.06      | Rohwasserspeicher und Überlaufrinne | 2016             |
| DGfdB R 65.07      | Wasserattraktionen in Schwimmbädern – Bau und Betrieb | 2011             |
| DGfdB R 65.08      | Möglichkeiten des Teillastbetriebs der Aufbereitungsanlagen von Schwimm- und Badebeckenwasser                                                                        | 2014             |
| DGfdB R 65.09      | Überprüfung der hydraulischen Funktion von Aufbereitungsanlagen von Freibädern mit biologischer Wasseraufbereitung                                                   | 2011             |
| DGfdB R 65.10      | Überprüfung der biologischen Funktion von Aufbereitungsanlagen von Freibädern mit biologischer Wasseraufbereitung                                                    | 2018             |
| DGfdB R 65.11      | Anforderungen an die Wasseraufbereitung von Floatinganlagen | 2014             |
| DGfdB R 65.13      | Energieeffizienz in der Wasseraufbereitung | 2020             |
| DGfdB R 66.01      | Beleuchtungsanlagen in Bädern | 2018             |
| DGfdB R 66.03      | Schadstoffhaltige elektrische Betriebsmittel, deren Behandlung und Entsorgung                                                                                        | 2014             |
| DGfdB R 66.04      | Umsetzung der UVV „Elektrische Anlagen und Betriebsmittel“ (DGUV 3 bzw. 4) in öffentlichen Bädern – Gesetzliche Pflichten für die Betreiber (Unternehmer) von Bädern | 2015             |
| DGfdB R 94.04      | Reinigung, Desinfektion und Hygiene in Bädern | 2014             |
| DGfdB R 94.05      | Verkehrssicherungs- und Aufsichtspflicht in öffentlichen Bädern während des Badebetriebes                                                                            | 2023             |
| DGfdB R 94.06      | Blitzschutz für Bäder und Badebetrieb bei Gewitter | 2016             |
| DGfdB R 94.10      | Einsatz von Rettungsschwimmern der Wasserrettungsorganisationen (WRO) in öffentlichen Bädern                                                                         | 2016             |
| DGfdB R 94.12      | Verkehrssicherungs- und Aufsichtspflicht in öffentlichen Naturbädern während des Badebetriebes                                                                       | 2015             |
| DGfdB R 94.13      | Verkehrssicherungspflicht an Badestellen an Gewässern | 2015             |
| DGfdB R 94.14      | Sicherheit bei der Organisation und Durchführung von Schwimm- und auf das Schwimmen vorbereitenden Kursen                                                            | 2016             |
| DGfdB R 94.15      | Prüfverfahren für kameragestützte Ertrinkenden-Erkennungssysteme unter Betriebsbedingungen                                                                           | 2018             |
| DGfdB R 94.16      | Vertragsgestaltung bei der Überlassung von Wasserflächen in Schwimmbädern an Dritte                                                                                  | 2019             |
| DGfdB R 94.17      | Erstellung einer Haus- und Badeordnung für öffentliche Bäder | 2020             |
| DGfdB R 94.18      | AfA-Tabelle für Schwimm- und Heilbäder | 2019             |

### Netzwerke und Interessenvertretung

#### Partner
Für die Wirksamkeit der Verbandsarbeit unterhält die DGfdB neben den Kontakten zu den eigenen Mitgliedern auch solche zu befreundeten Institutionen und Verbänden. Dazu zählen beispielsweise die Arbeitsgemeinschaft Deutscher Sportämter (ADS), die Internationale Vereinigung Sport- und Freizeiteinrichtungen (IAKS), der Deutsche Olympische Sportbund (DOSB), die Bundesvereinigung der Firmen im Gas- und Wasserfach (FIGAWA) oder die Forschungsgesellschaft Landschaftsentwicklung Landschaftsbau (FLL). Zweck dieses kooperativen Austausches ist die schnellere Realisierung gemeinsamer bäderpolitischer Ziele. Badekultur und Bäderlandschaft in Deutschland sollen sich an die sich ständig ändernden Rahmenbedingungen und die daraus resultierenden Anforderungen erfolgreich anpassen und sich mit den gesellschaftlichen Strukturen weiterentwickeln.

#### Politische und regelwerkgebende Institutionen
Um die Interessen der Bäderbranche wirkungsvoll voranbringen zu können, ist die DGfdB traditionell mit dem Deutschen Städtetag, dem Deutschen Städte- und Gemeindebund und dem Bundesministerium für Gesundheit (BMG) im Kontakt. Neben den kommunalen Spitzenverbänden sind auch die Deutsche Gesetzliche Unfallversicherung (DGUV), die Bundesarbeitsgemeinschaft Deutscher Kommunalversicherer (BADK) oder der Deutsche Institut für Normung e. V. (DIN) Schnittstellen zur Gesetzgebung, an denen ein fachspezifischer Wissenstransfer stattfindet, sodass Normen und Richtlinien sachgerecht und ihrer praktischen Anwendung entsprechend verfasst werden können.

#### Krisenmanagement für die Branche
Drängender als die Belange des tagtäglichen Badebetriebes können für Betreiber und Mitarbeiter von Bädern Handlungsempfehlungen für akute Ausnahmezustände sein.
So leistete die DGfdB während der Flüchtlingskrise 2015 Unterstützung für Badbetreibern bei der Aufgabe, einen sicheren Aufenthalt für Badegäste verschiedener kultureller Hintergründe zu gewährleisten, da nicht in jedem Land Schwimmbäder in großer Zahl vorhanden und der Erwerb der Schwimmfähigkeit selbstverständlich sind. Die wichtigsten Sicherheitshinweise für den Besuch eines Schwimmbades stellte die DGfdB als Download in deutscher, englischer, französischer und arabischer Sprache zur Verfügung sowie als „Baderegel-Comic“. Im Nachgang hielt sie im Juni 2016 mit Mitgliedern und Badmitarbeitern einen Erfahrungsaustausch ab mit dem Schwerpunktthema „Flüchtlinge als Badegäste – bisherige Erfahrungen, Herausforderungen und Lösungsansätze“ und unterstützte im Jahr 2018 eine vom Bundesministerium für Bildung und Forschung (BMBF) finanzierte Studie zum Umgang von Schwimmbädern, Krankenhäusern und Schulen mit kultureller Diversität. Ziel war es, organisationsspezifische Lösungsansätze zum migrationsbedingten Wandel zu vergleichen und so besser zu verstehen, wobei der Fokus auf Konflikten rund um den Körper, Sexualität und Geschlechterverhältnisse lag, da hier kulturelle Unterschiede besonders deutlich werden.
Im Zuge der Corona-Pandemie wurde im April 2020 der „DGfdB Fachbericht Pandemieplan Bäder“ veröffentlicht, in dem die erforderlichen technischen und betrieblichen Maßnahmen aufgeführt sind, um ein Schwimmbad teilweise oder ganz außer bzw. wieder in Betrieb zu nehmen, ohne dass es Schaden nimmt und ohne dass in der Stand-by-Phase Schäden sowie die Verkeimung von Wasserleitungen und Lüftungsanlagen auftreten. Auch der für Personal und Besucher sichere Weiterbetrieb eines Bades unter fortbestehender Ansteckungslage sind darin beschrieben sowie Regelungen für die Maximalbelegung eines Hallenbades im Pandemiebetrieb.
Ähnlich reagierte die DGfdB auf die mit dem russischen Angriffskrieg in der Ukraine verschärfte Energieversorgungslage und veröffentlichte im Mai 2022 den fortlaufend aktualisierten Leitfaden „Schwimmbäder in der Energiekrise“, auf mit dem sich Badbetreiber auf einen Bäderbetrieb mit wenig Energie vorbereiten und frühzeitig entsprechende Maßnahmen treffen können.

### Größte Verbandsveranstaltungen

#### Interbad und DGfdB Kongress
Gemeinsam mit der Landesmesse Stuttgart organisiert die DGfdB alle zwei Jahre die Fachmesse interbad. Gemessen an den gut 400 Ausstellern aus dem In- und Ausland ist sie die größte Veranstaltung für Schwimmbad, Sauna und Spa in Deutschland sowie eine der größten Fachmessen für diese Bereiche weltweit. Betreiber, Schwimmbadbauer und –händler, Hoteliers, Architekten, Planer sowie private Bauherren können sich hier über Produktneuheiten und aktuelle Branchentrends informieren. Der Kongress beinhaltet neben aktuellen Themen regelmäßige Fachtagungen für die öffentlichen Bäder mit den Themenschwerpunkten Bäderbetrieb, Bäderbau und Bädertechnik, private Bäder, Physiotherapie, Saunabäder und Schwimmbadpersonal.

#### Public Value Award für das öffentliche Bad
Ebenso wird alle zwei Jahre von der DGfdB der „Public Value Award für das öffentliche Bad“ ausgeschrieben und üblicherweise auf der Messe interbad verliehen. Der Wettbewerb ist dazu gedacht, das öffentliche Bad weg vom Image der „betriebswirtschaftlichen Belastung“ und hin zum Image des „Wertschöpfers“ zu bringen. Der Wettbewerb zeichnet dazu öffentliche Hallen- und Freibäder bzw. die entsprechenden Badverantwortlichen aus, die nachweislich für eine möglichst breite gesellschaftliche Wertschöpfung des Bades sorgen. Unter dem Titel „Aktivsein für die ganze Gesellschaft“ werden herausragende Leistungen in den Bereichen „Gesundheit“, „Genuss“, „Gemeinschaft“ und „Effizienz“ gewürdigt.

### Weitere Dienste der DGfdB

#### Zentrale Bäderberatungsstelle
Zu den Dienstleistungen, die die DGfdB anbietet, zählt neben dem Vertrieb von Regelwerken, Musterbetriebshandbüchern und anderen Arbeitshilfen auch die breit aufgestellte Beratung von Bädern in der Zentralen Bäderberatungsstelle der DGfdB. Die Erstellung von Bäderkonzepten, die Ermittlung und kostenmäßige Bewertung von Sanierungsstaus und Attraktivierungsmöglichkeiten, Bewertungen der Wirtschaftlichkeit und Personalbedarfsermittlungen können hier in Auftrag gegeben werden, ebenso wie bäderspezifische Vertragsentwürfe, Rahmendienstpläne oder Entwürfe für eine Haus- und Badeordnung. Auch werden hier gutachtliche Stellungnahmen verfasst, etwa zum Thema Verkehrssicherungs- und Aufsichtspflicht oder bei der Beurteilung und Einstufung eines öffentlich zum Baden genutzten Gewässerabschnitts als Naturbad oder Badestelle.

#### Aus- und Fortbildung
Der Bereich Aus- und Fortbildung bietet Seminare an für Meister und Fachangestellte für Bäderbetriebe, Führungskräfte in Bädern sowie Architekt und Ingenieure in der Bäderbranche. Betriebswirtschaftliche Kenntnisse oder Kompetenzen im Bereich der haustechnischen Gewerke werden ebenso vermittelt wie Wissen und Hilfestellungen für Ausbilder. Unterstützt wird die Geschäftsstelle dabei vom Arbeitskreis Aus- und Fortbildung, der das Aus- und Fortbildungsprogramm der DGfdB entwickelt und Kontakt zu Aus- und Fortbildungsinstitutionen pflegt.

#### Fachzeitschrift AB
Das offizielle Organ der DGfdB und führende Bäder-Fachzeitschrift Europas ist das monatlich und seit 1948 erscheinende „AB Archiv des Badewesens“, das Mitglieder und Abonnenten über aktuelle Themen informiert. Neben Recherchen zu neuen Verfahren und Konzepten oder Bäderbauprojekten werden hier Interviews und Fachartikel von verschiedensten Experten und Akteuren der Bäderbranche veröffentlicht.